# Атаев, Мердан
Мердан Атаев (туркм. Merdan Ataýew; род. 8 мая 1995, Ашхабад) — туркменский пловец, специализирующийся в плавании на спине. Участник двух Олимпийских игр.

## Биография
Мердан Атаев родился 8 мая 1995 года в Ашхабаде.
Владеет русским и туркменским языками. Его кумиром в плавании является американец Аарон Пирсол. Сам Атаев учится в университете в Ашхабаде на тренера.

## Карьера
Начал заниматься плаванием в 2005 году в Ашхабаде благодаря совету отца. Дебютировал на взрослом международном уровне в 2014 году.
Атаев был заявлен на юниорский чемпионат мира 2013 года в Объединённых Арабских Эмиратах в двух дисциплинах — 100 м и 50 м на спине, но не вышел на старт.
На Азиатских играх 2014 года в Инчхоне Мердан Атаев стал седьмым на стометровой дистанции на спине, а в плавании на 50 м стал восьмым. В том же году он принял участие на взрослом чемпионате мира на короткой воде в Катаре, где стал 52-м и 59-м на дистанциях 50 м и 100 м на спине, соответственно. Принял участие на чемпионате мира по водным видам спорта в Казани в 2015 году, где не прошёл квалификацию, заняв 45-е и 49-е места в плавании на спине (50 м и 100 м, соответственно).
В 2016 году победил на турнире в Дубае, победив на дистанции 200 м на спине, а затем участвовал на Олимпийских играх в Рио-де-Жанейро на дистанции 100 м на спине, где стал 33-м в квалификации. Нёс флаг Туркмении на церемонии закрытия. На чемпионате Азии того же года занял восьмые места на дистанциях 50 м и 100 м на спине. На Азиатских играх по боевым искусствам и состязаниям в помещениях в Ашхабаде завоевал золотую медаль на дистанции 50 м на спине и в комбинированной эстафете 4 по 50 метров. Также он выиграл серебро и бронзу — на 100 м на спине и эстафете 4 по 50 метров вольным стилем, соответственно.
На Азиатских играх 2018 года в Джакарте стал восьмым на дистанции 50 м на спине и восьмым в дисциплине вдвое длиннее. Был заявлен на Кубок мира в Казани, но не вышел на старт. На чемпионате мира на короткой воде в Китае занял 34-е места в плавании на 100 м и 50 м на спине.
На чемпионате мира в Кванджу в 2019 году Мердан Атаев занял 32-е и 35-е места на дистанциях 100 м и 50 м, соответственно, и не прошёл дальше предварительного раунда. На чемпионате с разделением по возрастным группам в Индии завоевал два серебра на этих же дистанциях. На Кубке мира 2019 года в Катаре стал 5-м на 100 м, 8-м на 50 м и 9-м на 200 м на спине.
Принял участие на летних Олимпийских играх 2020 года в Токио. На дистанции 200 метров на спине Атаев занял 29-е место в квалификационном раунде, проплыв за 2.03,68. На дистанции вдвое короче он показал время 55,24 с и также не попал в следующий раунд соревнований.